# حقوق طبیعی و قانونی
در نظر برخی از فیلسوفان، حق به دو نوعِ حقوق طبیعی و حقوق قانونی تقسیم می‌شود:
- حقوق طبیعی آنهایی هستند که به قوانین یا آداب و رسوم خاصی از یک فرهنگ یا حکومت وابسته نیستند و بنابراین جهان‌شمول و غیرقابل انکارند و با قوانین انسانی، لغو یا محدود نمی‌شوند. قانون طبیعی منتج از حقوق طبیعی است.
- حقوق قانونی آنهایی هستند که به وسیله یک نظام حقوقی به فرد اعطا شده‌اند (که می‌توانند توسط قوانین انسانی اصلاح، لغو یا محدود شوند)؛ بدون آن که مشروط به توافق دیگران، وجود نهادهای سیاسی و قضائی یا قوانین و سنت‌ها باشد؛ بنابراین، حقوق طبیعی به هر انسان -در هر زمان و هر مکانی- تعلق می‌گیرد. مفهوم قانون مثبت به مفهوم حقوق قانونی ربط دارد.

قانون طبیعی ابتدا در فلسفه یونان باستان ظاهر شد و سیسرون، فیلسوف رومی نیز بدان اشاره کرد. در کتب عهدین (قدیم و جدید) نیز بدان اشاراتی شده است. بعد از آن، در قرون وسطی، فیلسوفان کاتولیکی چون آلبرت کبیر، شاگرد او توماس آکویناس یا ژان شرلیه در کتابش با نام «De Vita Spirituali Animae» این مفهوم را بسط دادند. در عصر روشنگری، مفهوم قوانین طبیعی، برای مبارزه با حق الهی پادشاهان و به عنوان توجیهی جایگزین، برای ایجاد یک قرارداد اجتماعی، قانون مثبت، حکومت و به این ترتیب، حقوق قانونی در شکل جمهوری‌خواهی کلاسیک آن به کار گرفته شد.
برخی، از مفهوم حقوق طبیعی برای نامشروع جلوه‌دادن این نهادها سود برده‌اند تا مشروعیتِ این نهادها را به چالش بکشند.
ایده حقوق بشر منتج از حقوق طبیعی است. بسیاری که حقوق بشر و حقوق طبیعی را یکی می‌دانند، حقوق بشر را مستقل از قانون طبیعی و الهیات مسیحی دانسته‌اند. الغای حقوق طبیعی، در زمره اختیارات حکومت‌ها یا نهادهای بین‌المللی نیست. بیانیه جهانی حقوق بشر سازمان ملل متحد در سال ۱۹۴۸ یک ابزار قانونی مهم است که مفهوم حقوق طبیعی را در قانون بین‌المللی نرم تثبیت می‌کند. به‌طور سنتی، حقوق طبیعی را منحصراً حقوق منفی محسوب کرده‌اند، در حالی که حقوق بشر دارای حقوق مثبت هم هست. حتی در مفهوم حقوق طبیعیِ حقوق بشر، این دو اصطلاح ممکن است مترادف نباشند.
مفهوم حقوق طبیعی به دلیل ریشه‌های مذهبی و ناپیوستگی ادراکی به صورت جهانی پذیرفته نشده است. برخی فیلسوفان وجود حقوق طبیعی را انکار می‌کنند و تنها حقوق قانونی را به رسمیت می‌شناسند مانند جرمی بنتام که می‌گفت حقوق طبیعی، «خزعبل» است.
این قضیه که حیوانات حقوق طبیعی دارند، مورد توجه و علاقه‌مندی فلاسفه و محققان حقوقی قرن بیست و بیست و یکم قرار گرفت.

## تاریخچه
این ایده که حقوقی معین، طبیعی یا انکارناپذیر اند تا عصر روشنگری، اصلاحات پروتستانی، تومیسم در قرون وسطی و رواقی‌گری در دوران باستان متأخر قابلِ پیگیری است.
وجود حقوق طبیعی توسط افراد مختلف در زمینه‌های مختلف، از جمله به عنوان یک استدلالِ پیشینی فلسفی یا به عنوان اصول دینی، مطرح شده است. به عنوان مثال، ایمانوئل کانت ادعا می‌کرد که حقوق طبیعی تنها از طریق استدلال استنتاج می‌شود. در بیانیهٔ استقلال ایالات متحده، حقوق طبیعی به عنوان «واقعیتی بدیهی» (self-evident) در نظر گرفته شده است که: «همه انسان‌ها … از جانب آفریدگارشان، بهره‌مند از حقوقِ انکارناپذیرِ خاصی هستند.»
به این ترتیب، فیلسوفان و سیاستمداران مختلف فهرست‌های متفاوتی از آنچه که معتقدند حقوق طبیعی است را طراحی کرده‌اند. تقریباً همه آنها حق زندگی و آزادی را به عنوان دو اولویت بالاتر دانسته‌اند. هربرت لیونل آدولفوس هارت استدلال می‌کند که اگر اصلاً حقی وجود دارد، بایستی حق آزادی باشد، زیرا که بقیهٔ حقوق تماماً به آن وابسته هستند. تامس هیل گرین می‌گوید اگر چیزی بنام حقوق وجود دارند بایستی حق زندگی و آزادی، یا به زبان مناسب تر «حق زندگی آزاد» باشد. جان لاک بر «حیات (زندگی)، آزادی و مالکیت (دارایی)» تأکید کرده است. با این حال، علیرغم دفاع تأثیرگذارِ لاک از حق انقلاب، توماس جفرسون در اعلامیه استقلال ایالات متحده، «جستجوی خوشبختی» را به جای «مالکیت (دارایی)» نوشته است.
ایده نوین حقوق طبیعی در سده ۱۷ با اوج‌گیری انگاره‌های فردگرایانه بر پایه نظریات قدیمی حقوق فطری پدیدار شد. نظریه سنتی حقوق فطری بر این مبنا استوار بود که انسان‌ها به عنوان آفریدگان طبیعت و خداوند می‌بایست بر مبنای فرمان‌ها و قوانین طبیعت و خدا، زندگی خود را اداره و اجتماع خود را سازمان دهند.
مهم‌ترین توصیف‌ها از حقوق طبیعی در مستعمره‌نشین‌های آمریکای شمالی صورت گرفت. جائی‌که نوشته‌های توماس جفرسون، ساموئل آدامز و توماس پین نظریه حقوق طبیعی را ابزار قدرتمندی برای مشروعیت بخشیدن به انقلاب کرد.
این ایده در تعدادی از اولین قوانین اساسی ایالات آمریکایی نیز بروز کرد. برای مثال قانون اساسی پنسیلوانیا ۱۷۷۶ اعلام می‌کرد «که همه انسان‌ها با آزادی و استقلال یکسان به دنیا می‌آیند و از حقوق طبیعی، ذاتی و غیرقابل واگذاری برخوردارند که شامل لذت‌بردن و دفاع از حیات و آزادی، تصاحب، تملک و محافظت از دارایی خود و همچنین جستجو و فراهم‌کردن خوشبختی و ایمنی است.»

### جهان باستان
استیون کینزر، روزنامه‌نگار نیویورک تایمز و نویسنده کتاب «همه مردان شاه»، در همین کتاب می‌نویسد:
مذهب زرتشتی به ایرانیان یاد داد که شهروندان حق انکارناپذیری برای راهبری‌ای خردمندانه دارند و وظیفه افراد صرفاً اطاعت از پادشاهانِ عاقل نیست بلکه برخاستن علیه شاهانِ شرور هم هست. رهبران به عنوان نمایندهٔ خدا بر روی زمین دیده می‌شوند اما آنها فقط تا زمانی که «فر» دارند شایستهٔ وفاداری هستند؛ و «فَر» نوعی برکت الهی است که شاهان باید با رفتار اخلاقی به دستش آورند.
«چهل اصل مکتب اپیکوریسم» می‌گوید که: «هر وسیلهٔ کسبِ حفاظت از جانبِ دیگران، خِیرِ طبیعی است.» (PD 6) آنان به نوعی اخلاقیات قراردادی باور داشتند که در آن میرایان می‌پذیرفتند که آسیب نبینند و آسیب نرسانند (PD 33) و همچنین قوانینِ ناظر بر توافقاتشان مطلق انگاشته نشوند و البته تحت یکسری شرایط تغییر کنند. (PD 37–38) لذت‌گرایی (اپیکوریسم) تصدیق می‌کرد که انسان‌ها ذاتاً از خودفرمانی لذت می‌برند و باید نسبت به قوانینِ حاکم بر خودشان ابراز رضایت کنند و این رضایت می‌تواند بازبینی شود و با تغییر شرایط، تغییر کند.
رواقیون معتقد بودند که هیچ‌کس به‌طور طبیعی برده نیست. بردگی وضعیت بیرونی بود که در جوف آزادی درونی روح قرار می‌گرفت. سنکای جوان می‌نویسد:
این اشتباه است که تصور کنیم برده‌بودن، تمام وجود انسان را فرا گرفته است. بخش بهترِ او از آن مستثنی است: بدن، واقعاً مطیع و در اختیار یک استاد است، اما ذهن، مستقل است و در واقع آنقدر آزاد و سرکش است که حتی با این زندانِ بدن که در آن محدود شده است نیز نمی‌توان آن را مهار کرد.
آنچه در توسعهٔ حقوق طبیعی از اهمیت برخوردار است، ظهور ایدهٔ «برابری طبیعی انسان‌ها» بود. الکساندر جیمز کارلایل به عنوان یک مورخ می‌گوید: «هیچ تغییری در نظریات سیاسی از نظر تکامل به اندازه تغییر نظریهٔ ارسطو در دیدگاهِ سیسرو و سنکا شگفت‌انگیز نیست. … ما فکر می‌کنیم که بهتر از نظریهٔ برابری طبیعت انسانی نمی‌توان مثال زد.» چارلز اچ. مک‌ایلواین نیز به همین ترتیب می‌گوید که: «ایده برابری انسان‌ها، ژرف‌ترین سهم رواقیون در اندیشهٔ سیاسی است» و «بیشترین تأثیرِ آن در تصورِ تغییریافته از قانون بوده که تا حدی ناشی از آن هم بوده است.» سیسرو در De Legibus استدلال می‌کند که: «ما برای عدالت به دنیا آمده‌ایم، و این حق، نه بر عقاید، بلکه بر طبیعت استوار است.»

### مدرن
یکی از متفکران غربی که ایده معاصر حقوق طبیعی را بررسی کرد، مذهب‌شناس فرانسوی ژان شرلیه بود که رساله De Vita Spirituali Animae او در ۱۴۰۲، یکی از تلاشهایی به حساب می‌آید که آنچه را که بعداً فرضیه «حقوق طبیعی مدرن» نامیده شد را آورد.
«انجمن لهستانی-لیتوانیایی» (Polish-Lithuanian union) در ۱۴۱۸–۱۴۱۴ در شورای کنستانس به رهبری «پاور لودویگ» (Paweł Włodkowic) کشیش دانشگاه یاگیلونیا، بحث حقوق طبیعی را مطرح کرد. لودویگ مشروعیتِ جنگ‌های صلیبی دولت شوالیه‌های تتونیک علیه لیتونی را زیر سؤال می‌برد با این استدلال که شوالیه‌ها تنها در صورتی حق حمله به لیتوانی را دارند که کافران علیه حقوق طبیعی مسیحیان اقدامی کرده باشند. او سپس این مسئله را مطرح کرد که بی‌ایمانان نیز باید محترم شمرده شوند و پاپ یا امپراتوری مقدس روم نباید نسبت به ایشان خشونت روا دارند. لیتوانیایی‌ها همچنین با استناد به این حکمِ شورا گروهی از نمایندگان ساموگیت (Samogitian) را برای شهادت به جنایاتِ مرتکب‌شده علیه‌شان آوردند.
قرن‌ها بعد، دکترین رواقیون که «نَفْسْ را نمی‌توان به اسارت تحویل داد» در دکترین اصلاحات پروتستانی در قالب «آزادی وجدان» ظهور جدیدی یافت. مارتین لوتر در ۱۵۲۳ می‌گفت:
هر انسانی مسئولِ ایمانِ خودش است و خودش باید ببیند ایمانش درست است یا نه. از آنجایی که کسی به جای من به بهشت یا جهنم نمی‌رود، اعتقاد یا عدمِ اعتقادش در عاقبت من تأثیری ندارد. از آنجایی که کَسِ دیگری مرا به بهشت یا جهنم نمی‌برد، نمی‌تواند مرا مؤمن یا کافر سازد؛ بنابراین آدمی باید قناعت کند و صرفاً به امور خود رسیدگی کند و به مردم اجازه دهد هر چیزی که می‌توانند و می‌خواهند را باور کنند و دیگران را محدود نکند.
جان لاک، فیلسوف انگلیسی قرن هفدهم حقوق طبیعی را در کار خود مورد بحث قرار داد و آنها را «زندگی، آزادی و املاک (دارایی)» تعریف کرد؛ و استدلال کرد که چنین حقوق اساسی در قرارداد اجتماعی تسلیم نمی‌شود. حفاظت از حقوق طبیعی زندگی، آزادی و اموال به عنوان توجیهی برای شورش در مستعمرات آمریکایی مطرح شد. همان‌طور که جورج میسون در پیش نویس خود برای اعلامیه حقوق ویرجینیا اظهار داشت، «همه مردم مساوی آفریده شده‌اند» و مقرر کرد «برخی از حقوق طبیعی ذاتی، که هیچ‌کدام از آنها نمی‌تواند، تحت هیچ قراردادی اولادشان را از ان محروم یا بی بهره سازند». دیگر هم‌سدهٔ انگلستانی لاک، جان لیبورن (John Lilburne، معروف به «جانِ آزادزاده») که هم با سلطنت چارلز یکم و هم با دیکتاتوری نظامی اولیور کرامول تنش داشت، به نفعِ شماری از حقوق که «حقوق آزادزادگی» می‌نامیدشان استدلال می‌کرد و آن‌ها را حقوقی می‌دانست که برخلاف حقوقِ اعطاشده از جانب حکومت و قواعد انسانی، آدمیان با آن‌ها متولد می‌شوند.
یک انگلیسی دیگر قرن هفدهم میلادی بنام جان لیلبورن که هم با سلطنت چارلز اول و هم جمهوری تحت حاکمیت دیکتاتوری نظامی الیور کرامول درافتاد استدلال کرد که سطح حقوق بنیادی انسان که او آنرا «حقوق آزاد زاده» می‌خواند و آنها را حقوقی تعریف کرد که هر انسانی با آن به دنیا آمده است مخالف حقوقی است که حکومت یا قانون انسان اعطا می‌کند.
تفاوت میان حقوق انفکاک‌ناپذیر و انفکاک‌پذیر را نخستین بار فرانسیس هاچسون گفت. او در اثرش «Inquiry into the Original of Our Ideas of Beauty and Virtue» اعلامیه استقلال را پیش‌بینی کرد و اظهار داشت: «در هر کجا که به حقوق انفکاک‌ناپذیر انکار شوند، باید حق مقاومت به رسمیت شناخته شود. … حقوق انفکاک‌ناپذیر محدودیت‌های اساسیِ همهٔ دولت‌ها هستند.» او البته محدودیتی بر مفهومش از حقوق انفکاک‌ناپذیر قائل می‌شود و می‌گوید: «هیچ حق یا محدودیت بر حقی نمی‌تواند برخلافِ خیرِ عمومی باشد.» هاچسون ایده‌اش از حقوق انفکاک‌ناپذیر را در کتابش «A System of Moral Philosophy» براساس اصول آزادیِ وجدان در اصلاحات پروتستانی تفصیل داد؛ مثلاً او پیرامون «حق قضاوت خصوصی» می‌نوشت: «بهیچ کس نمی‌تواند واقعاً احساسات، داوری‌ها و محبت‌های درونی خود را بر گردن دیگری اندازد و همچنین نمی‌تواند به هیچ وجه تمایل داشته باشد که خلاف آن‌ها عمل کند؛ بنابراین حق قضاوت خصوصی انفکاک‌ناپذیر است.»
در روشنگری آلمانی، هگل نیز استدلالی برای ایدهٔ حقوق انفکاک‌ناپذیرش آورد. او نیز مانند هاچسون، نظریهٔ حقوق انفکاک‌ناپذیر را بر اساس عدم انطباقِ واقعی آن جنبه‌های شخصیتی که «افراد» را از «چیزها» متمایز می‌کند، بنا کرد. در نظر او یک «چیز» مانند اموال می‌تواند از فردی به فرد دیگر منتقل شود اما این قاعده برای عناصرِ انسان‌ساز صادق نیست.
طبق نظریهٔ قرارداد اجتماعی، حقوق انفکاک‌ناپذیر به حقوقی گفته می‌شود که شهروندان نمی‌توانند آن‌ها را تسلیمِ حاکم کنند. چنین حقوقی، طبیعی دانسته می‌شوند. هرچند برخی نظریه‌پردازانِ قرارداد اجتماعی استدلال می‌کنند از آنجایی که در وضع طبیعی هر کس زور بیشتری داشته از مزایای این حقوق بهره‌مند می‌شده، دیگر باشندگان بخشی از حقوق خود را تسلیمِ قدرتمندان می‌کردند تا بتوانند از خدماتِ ایشان بهره‌مند شوند.

### توماس هابز

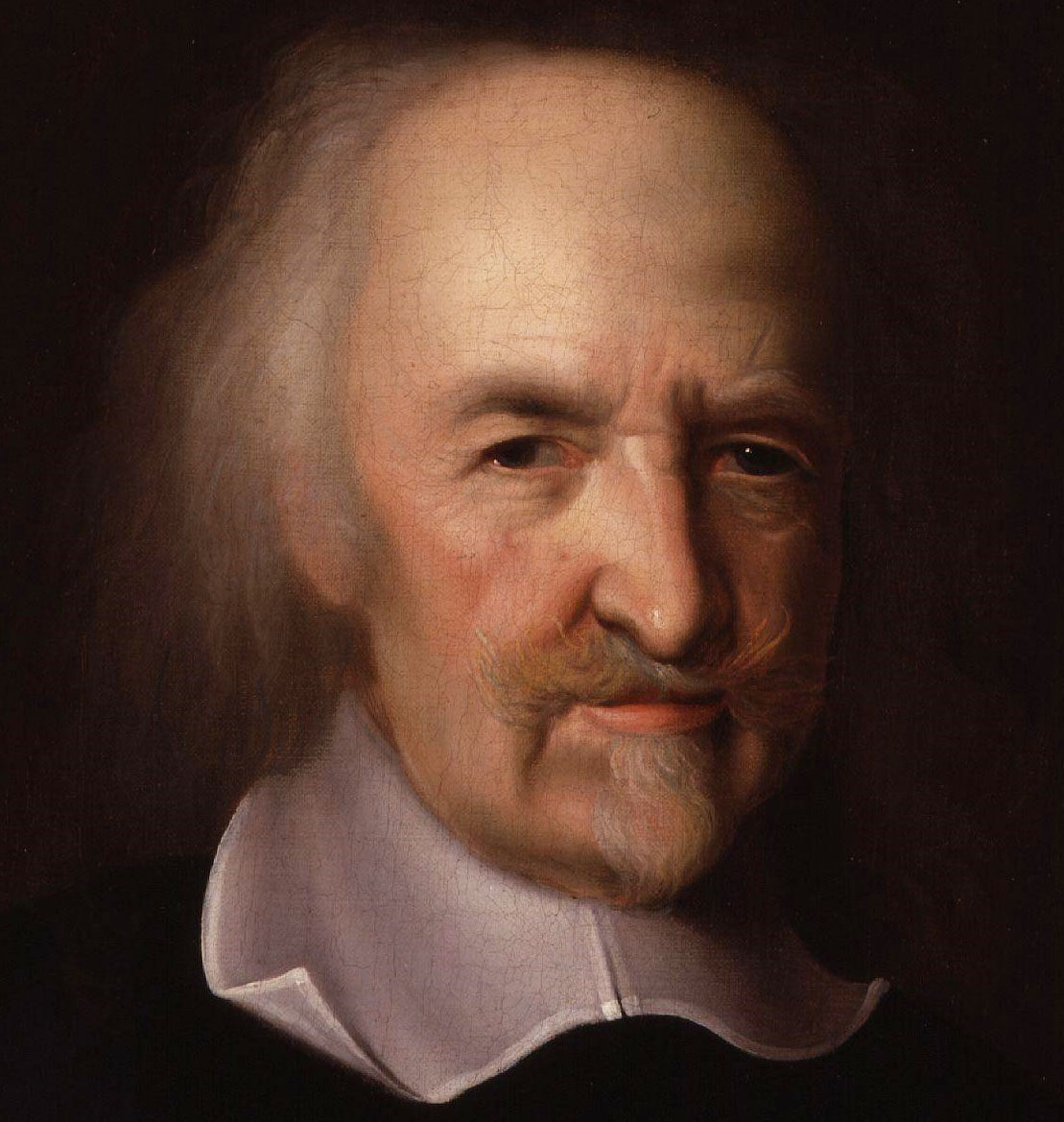
توماس هابز

توماس هابز (۱۶۷۹ – ۱۵۸۸) بحثی در مورد حقوق طبیعی را در نوشته فلسفه سیاسی اش دارد. هابز قاطعانه بین آزادی طبیعی و حقوق طبیعی تفاوت گذاشت. هابز می‌گوید هر فردی نسبت به همه چیز حق دارد حتی نسبت به زندگی دیگری. (لویاتان)
این در واقع به وضعیتی می‌رساند که به ان «جنگ همه علیه همه» می‌گویند که در ان انسان برای زنده ماندن می‌کشد، می‌دزدد و انسانهای دیگر به بردگی می‌گیرد. دراینجا اگر انسانها خواهان زندگی صلح آمیز هستند بایستی از بسیاری از حقوق طبیعی خود صرف نظر کنند تا جامعه مدنی وسیاسی ایجاد کنند. این یکی از اولین ساختارهای فرضیه حکومت بنام قرارداد اجتماعی است.

### جان لاک

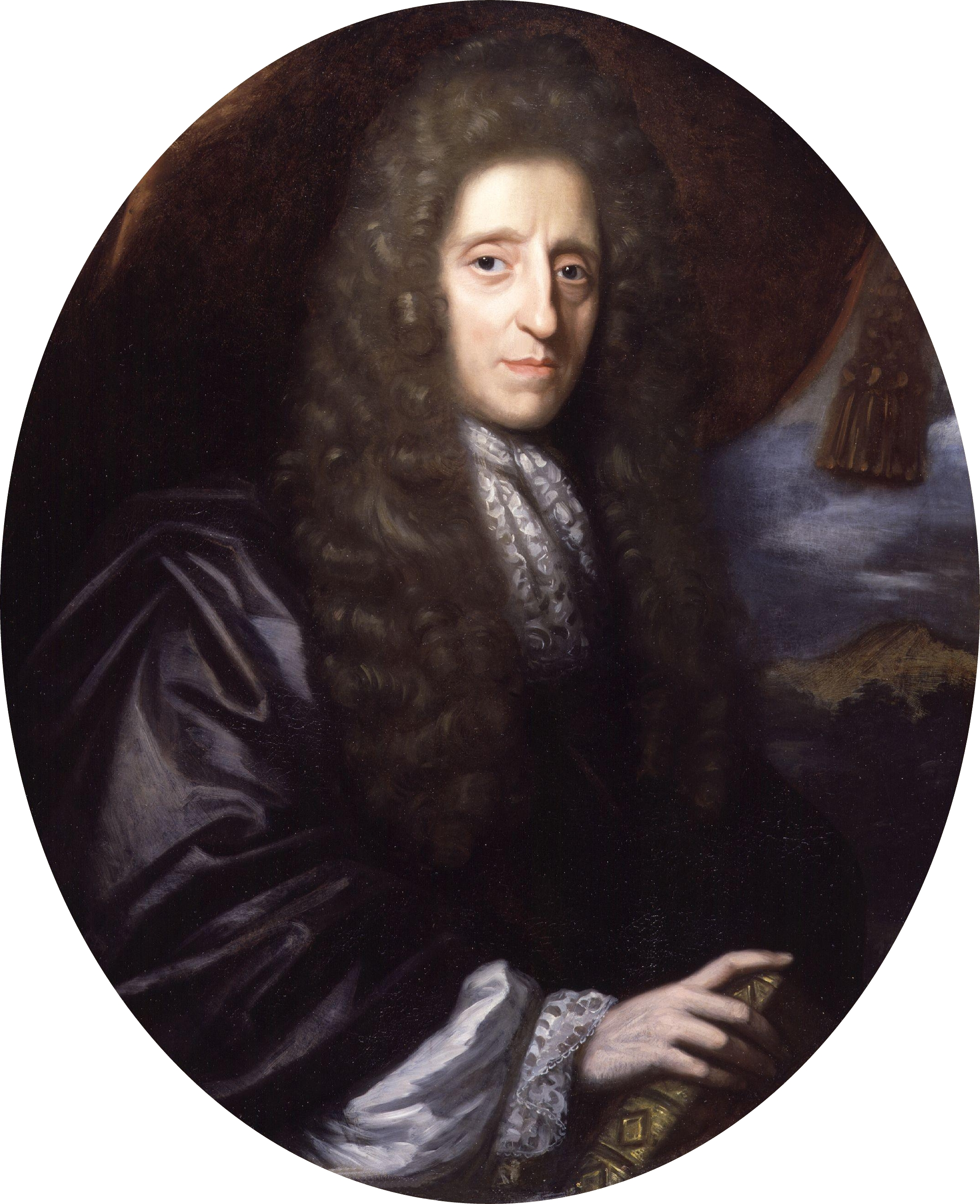
جان لاک، "زندگی، آزادی، ملک (دارایی)"

جان لاک (۱۷۰۴ – ۱۶۳۲) یک فیلسوف برجسته غربی دیگر بود که حقوق را به عنوان طبیعی و لایتجزا تفسیر کرد. همانند هابز، لاک نیز معتقد به زندگی، آزادی و مال به عنوان حقوق طبیعی بود. او گفت زندگی، آزادی و مالکیت حقوق طبیعی انسانند. قرارداد اجتماعی توافقیست بیت اعضای یک کشور تا درون نظام حقوقی مشترکی زندگی کنند. دولت برای حفاظت از این حقوق و قانونگذاری تأسیس می‌شود و اگر به درستی از این حقوق حفاظت نکند می‌تواند سرنگون شود.
در بسط مفهوم حقوق طبیعی، لاک تحت تأثیر گزارشهای جامعه امریکایی‌های سرخ‌پوست قرار گرفت. او آنها را «مردم طبیعی» که در فضای آزادی «نزدیک به آزادی کامل» اما نه مجاز زندگی می‌کنند می‌دانست. او همچنین مفهوم خودش از قرارداد اجتماعی را بیان کرد.
قرارداد اجتماعی یک توافق بین اعضای یک کشور برای زندگی در یک سیستم مشترک قوانین است. انواع مختف حکومت‌ها نتیجه تصمیمات این افراد است که در ظرفیت جمعی خود حرکت می‌کنند. دولت‌ها بنا نهاده شده‌اند تا قوانینی ایجاد کنند که این سه حق طبیعی را حفاظت کند. اگر دولتی به‌خوبی نمی‌تواند این سه حق را حفاظت کند می‌توان آنرا برانداخت.

### توماس پین

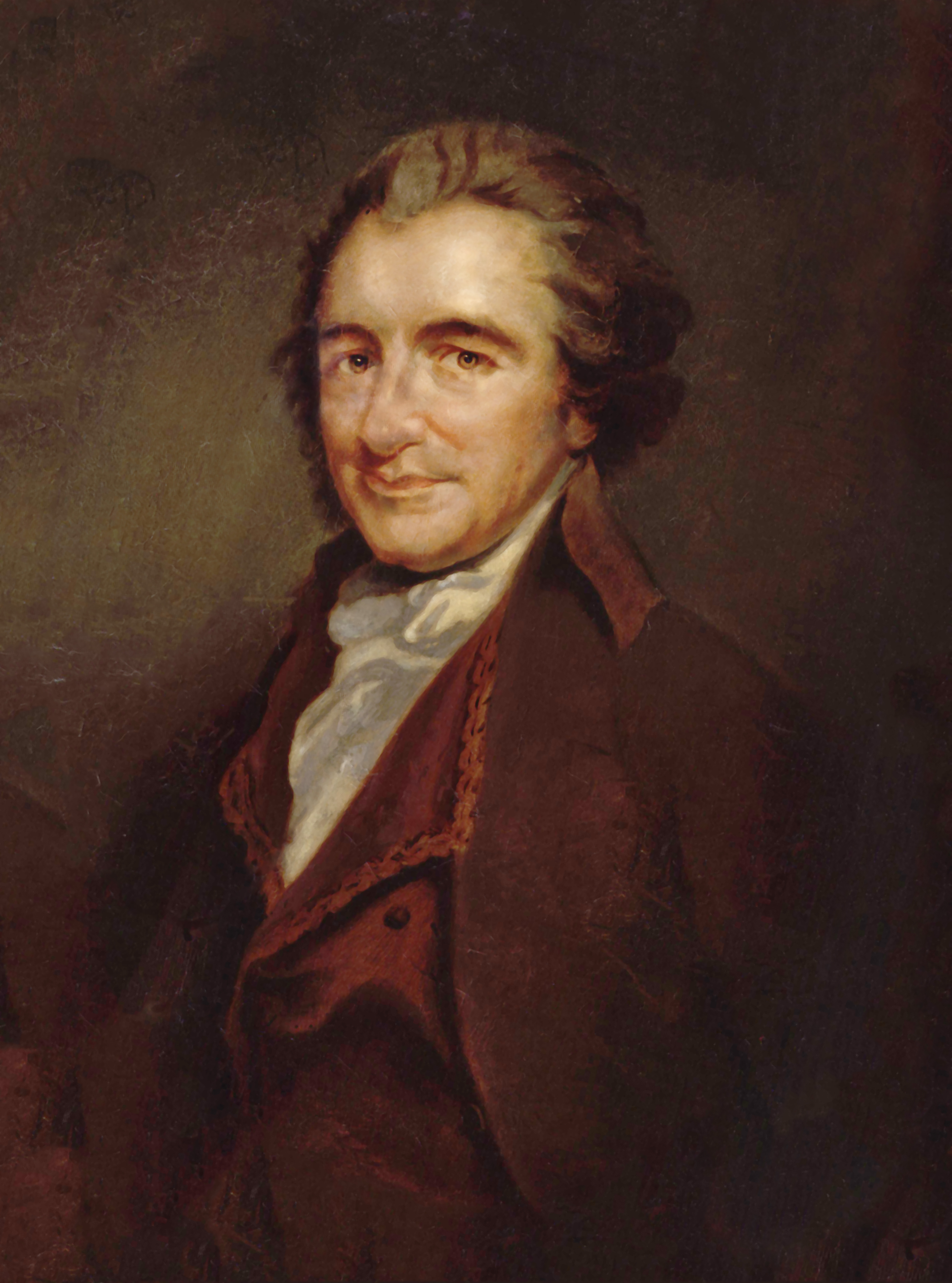
توماس پین

توماس پین (۱۸۰۹ – ۱۷۳۱) نیز از جمله نکسانی است که به حقوق طبیعی پرداخته‌اند. رسالهٔ تأثیرگذار او، «حقوق انسان» که به سال ۱۷۹۱ نوشته شد، بر این نکته تأکید دارد که حقوق را نمی‌توان با هر منشور اعطا کرد، زیرا چنین چیزی قانوناً این را خواهد رساند که آنها همچنین می‌توانند لغو شوند، وتحت چنین شرایطی این حقوق به مزیت‌هایی تقلیل خواهند یافت.
حقوق، ذاتی همه شهروندان است. اما منشورها با لغو این حقوق، در اکثریت، به تنهایی، در دست چند نفر خواهد بود بنابراین واقع امر باید این باشد که افراد خودشان هر کدام با حق شخصی و مستقل خود، با همکاری یکدیگر برای ایجاد یک دولت وارد شوند.

### آنارشیست‌های اندیویدیوالیست آمریکایی
در حالی که در ابتدا آنارشیستهای اندیویدیوالیست آمریکایی به حقوق طبیعی پایبند بودند، بعدها در این دوره برخی به رهبری بنجامین تاکر از جایگاه حقوق طبیعی رها شده و به آنارشیسم اگویست ماکس اشتیرنر پیوستند."
وندی مک الروی بر ان بود که تاکر در پذیرش اگوئیسم اشتیرنر (۱۸۸۶)، حقوق طبیعی که مدتها به عنوان پایه ای از آزادی گرایی شناخته شده بود را رد کرد.
آنارشیستهای آمریکایی که به اگوئیسم پایبند بودند از جمله بنجامین تاکر، جان بورلی رابینسون، استیون تی. بایینگتون، هاچین هاپوود، جیمز ال واکر، ویکتور یاروس و ای اچ فالتون را شامل می‌شد.

## مباحثات
تعریفهای متعدد از عدم بازستانی شامل غیرقابل واگذاری، غیرقابل فروش و غیرقابل انتقال است. لیبرترینها این مفهوم را در مسئلهٔ بردگی داوطلبانه که موری راتبارد آن را نامشروع و حتی ضد و نقیض می‌دانست، داوطلبانه مرکزی می‌دانند.
جرمی بنتام ایده حقوق طبیعی را تخیلی و استدلال‌های مدافع آن را لفاظی‌های پوچ می‌نامید. چرا که سخن گفتن از حق بدون آن‌که تکلیف لازم‌الاجرایی برای احترام به آن وجود داشته باشد، ناممکن است و قابلیت اجرا فقط با وجود یک نظام قانونی امکان‌پذیر است. مخالفان حقوق طبیعی اصولاً تحلیل خود را به حقوق موضوعه محدود می‌کنند و حقوق طبیعی را احساسی، غیر استدلالی، غیرقابل تعیین و مابعدالطبیعی و در نتیجه بی‌فایده تلقی می‌کنند.
تامس هیل گرین نیز حقوق طبیعی را از سه جهت غیرقابل قبول می‌دانست؛ این نظریه تصور می‌کرد که افراد حقوقی را به جامعه می‌آورند که از جامعه منشأ نگرفته است، مدعی بود که این حقوق را می‌توان علیه جامعه به کار برد و این که حقوق فردی را از وظایف افراد در قبال جامعه خود جدا می‌کرد.